# نیولدا
نیولدا (به هلندی: Nieuwolda) یک منطقهٔ مسکونی در هلند است که در شهرستان الدآمبت واقع شده‌است.